# Telepinu
Telepinu  fue un rey de los hititas que sucedió a su cuñado Huzziya I tras dar un golpe de Estado y gobernó durante un periodo de unos veinticinco años, del año 1525 a. C. al 1500 a. C., según la cronología media.

## Biografía
A pesar de que en la historiografía tradicional se ha asumido como cierto el relato de Telepinu de su edicto donde explica que, al contrario que sus antecesores, al asumir al trono no ordenó asesinar a su inmediato predecesor sino que se conformó con su destierro, la crítica historiográfica actual ha desmontado en gran medida la autolegitimación que contenía el Edicto de Telepinu, tomando en cuenta que la fuente original no es neutral con los acontecimientos. Así pues, durante su reinado, Huzziya I, su hermanastro y al que había depuesto, fue asesinado, junto con sus cinco hermanos. El hijo y esposa de Huzziya fueron asesinados supuestamente por rivales de Telepinu y en contra de las órdenes de este. Sin embargo, cuando los asesinos fueron capturados y condenados a muerte, Telepinu los perdonó y los condenó solamente al exilio.
Según su propio edicto, Telepinu parecía haber creído firmemente que una de las razones de la decadencia del reino hitita era el continuo derramamiento de sangre dentro de la familia real y, según aparece en su edicto, se propuso evitarlo. Sin embargo, si se lee con atención, el edicto reforzaba la lucha por el poder. Mucho más clara es la sección donde se explica cómo debe de ser la herencia de las propiedades de la nobleza, para evitar que caigan en manos de plebeyos.
En cuanto tuvo asegurado el orden interno, Telepinu intentó obligar a las ciudades rebeldes que habían surgido durante los conflictos dinásticos a volver a la obediencia hitita, logrando algún éxito entre los que destacan varias campañas militares contra el reino de Kizzuwadna, que se había formado en la frontera con Siria durante los tiempos de Ammuna; estas campañas obligaron a Kizzuwadna a firmar una alianza con Telepinu.
Tras estos éxitos en política exterior, y debido al probable asesinato de su mujer y uno de sus hijos, Ammuna, Telepinu se centró en establecer unas normas claras de sucesión que evitaran el derramiento de sangre. Estas normas, contenidas en el documento conocido como Rescripto de Telepinu, establecen la primacía de los hijos varones sobre los yernos del rey, aunque deja libertad a este para escoger cual de todos sus hijos debía sucederle. El edicto es también un documento importante, ya que incluye una justificación con abundante material histórico, que ha ayudado a establecer los hechos de monarcas anteriores.
Telepinu murió sin dejar descendientes varones, así que según las normas de su propio edicto, el heredero fue uno de sus yernos: Alluwamna.